# Juliana (poème)
Pour les articles homonymes, voir Juliana.
Juliana est un poème en vieil anglais de 731 vers qui relate le martyre de Julienne de Nicomédie. C'est l'un des quatre textes attribués au poète Cynewulf. La seule copie connue, qui souffre de deux lacunes de 130 à 140 vers, figure dans le Livre d'Exeter.
Juliana se distingue des autres poèmes de Cynewulf par sa diction plus simple. Pour cette raison, il est considéré soit comme le plus ancien, soit comme le plus récent des quatre.